# Henry Raabe
Henry Raabe Méndez, también conocido como El Cañonero del Irazú (Cartago, 14 de marzo de 1983) es un ciclista costarricense de carreras de ruta, ganador en dos oportunidades de la Vuelta a Costa Rica. Siendo el primero en conseguirlo de manera consecutiva. 
Es uno de los grandes ciclistas costarricenses que actualmente compite pero a nivel paralímpico. Su primer logro se dio en el año 2002 cuando ganó 2 etapas de la Vuelta a Costa Rica y su aporte en el deporte de los pedales lo llevó en el año 2008 a representar a Costa Rica en los Juegos Olímpicos de Pekín 2008.
La vida le ha presentado 2 desafíos en su salud, que con ayuda de sus médicos, familiares y amigos ha podido superar. El primero fue el cáncer linfático. que vivió en el año 2012. De la misma forma, durante el año 2015, mientras disputaba la Vuelta a San Carlos, sufrió un accidente que lo sacaría de las competencias. El golpe le dejó con algunas discapacidades motoras. Actualmente aun participa del deporte que ama en competiciones de paraciclismo, con el objetivo de poder participar en los Juegos Paralímpicos.

## Equipos de Ciclismo de Ruta
| Año       | Pais       | Equipo                            |
| 2002-2003 | Costa Rica | Pizza Hut - Café de Costa Rica    |
| 2004      | España     | Cropusa - Burgos                  |
| 2004      | Costa Rica | Pizza Hut - Bancrédito - Powerade |
| 2005-2008 | Costa Rica | BCR - Pizza Hut                   |
| 2009-2011 | Costa Rica | Citi Economy Blue                 |
| 2012-2019 | Costa Rica | Coopenae Economy Rent a Car       |

## Palmarés
Palmarés en ciclismo de Ruta:
2002
- 1.º en 8.ª etapa de la Vuelta a Costa Rica
- 1.º en 11.ª etapa de la Vuelta a Costa Rica

2003
- 1.º en 3.ª etapa de la Vuelta a Costa Rica
- 1.º en 9.ª etapa de la Vuelta a Costa Rica

2004
- 1.º en 2.ª etapa de la Vuelta Ciclista a Valladolid, España
- 1.º en 2.ª etapa de la Vuelta Higuito, Costa Rica
- 1.º en 5.ª etapa de la Vuelta a Costa Rica

2005 
- 1.º en Campeonato Nacional, Contrarreloj Individual, Sub-23, Costa Rica
- 1.º en Campeonato Nacional, sub-23, Costa Rica
- 1.º en 3.ª etapa de la Vuelta Higuito, Costa Rica
- 1.º en 4.ª etapa de la Vuelta Higuito, Costa Rica
- 1.º en Clasificación General de la Vuelta Higuito, Costa Rica
- 1.º en 6.ª etapa de la Vuelta a Costa Rica

2006
- 1.º en Campeonato Nacional, Contrarreloj Individual, Elite Costa Rica
- 1.º en Campeonato Nacional, Elite Costa Rica
- 1.º en 4.ª etapa de la Vuelta Higuito, Costa Rica
- 1.º en 8.ª etapa de la Vuelta Higuito, Costa Rica
- 1.º en 9.ª etapa de la Vuelta Higuito, Costa Rica
- 1.º en Clasificación General de la Vuelta Higuito, Costa Rica
- 1.º en 1.ª etapa de la Vuelta a Chiriquí, Panamá
- 1.º en 1.ª etapa de la Vuelta a Costa Rica
- 1.º en 3.ª etapa de la Vuelta a Costa Rica
- 1.º en 5.ª etapa de la Vuelta a Costa Rica
- 1.º en Clasificación General de la Vuelta a Costa Rica

2007
- 1.º en 2.ª etapa de la Expo San Isidro Labrador, Costa Rica
- 1.º en 3.ª etapa de la Expo San Isidro Labrador, Costa Rica
- 1.º en 4.ª etapa de la Clásica Camarasa, Costa Rica
- 1.º en 3.ª etapa de la Vuelta a San Carlos, Costa Rica
- 1.º en 6.ª etapa de la Vuelta a San Carlos, Costa Rica
- 1.º en Clasificación General de la Vuelta a San Carlos, Costa Rica
- 1.º en 1ª etapa de la Vuelta Higuito, Costa Rica
- 1.º en 2.ª etapa de la Vuelta Higuito, Costa Rica
- 1.º en 3.ª etapa de la Vuelta Higuito, Costa Rica
- 1.º en 9.ª etapa de la Vuelta Higuito, Costa Rica
- 1.º en Clasificación General de la Vuelta Higuito, Costa Rica
- 1.º en 1.ª etapa de la Vuelta a Chiriquí, Panamá
- 1.º en 6.ª etapa de la Vuelta a Chiriquí, Panamá
- 1.º en 3.ª etapa de la Vuelta a Costa Rica
- 1.º en 7.ª etapa de la Vuelta a Costa Rica
- 1.º en 8.ª etapa de la Vuelta a Costa Rica
- 1.º en 13.ª etapa de la Vuelta a Costa Rica
- 1.º en Clasificación General de la Vuelta a Costa Rica

2008
- 1.º en 1.ª etapa de la Copa Nacional Protecto, Costa Rica
- 1.º en 8.ª etapa de la Copa Nacional Protecto, Costa Rica
- 1.º en Campeonato Nacional, Contrarreloj Individual, Elite Costa Rica
- 1.º en 10.ª etapa de la Vuelta Higuito, Costa Rica
- 1.º en Clasificación General de la Vuelta Higuito, Costa Rica

2009
- 1.º en 4.ª etapa de la Copa Nacional Protecto, Costa Rica
- 1.º en Campeonato Nacional, Elite Costa Rica
- 1.º en 2.ª etapa de la Clásica Poás, Costa Rica
- 1.º en 2.ª etapa de la Vuelta a San Carlos, Costa Rica
- 1.º en 1.ª etapa de la Vuelta Higuito, Costa Rica

2010
- 1.º en 1.ª etapa de la Clásica Jacó, Costa Rica
- 1.º en 2.ª etapa de la Clásica Jacó, Costa Rica
- 1.º en 3.ª etapa de la Clásica Jacó, Costa Rica
- 1.º en Clasificación General de la Clásica Jacó, Costa Rica
- 1.º en 2.ª etapa de la Clásica Tecnológico, Costa Rica
- 1.º en 3.ª etapa de la Clásica Tecnológico, Costa Rica
- 1.º en Campeonato Nacional, Elite Costa Rica
- 1.º en 9.ª etapa de la Vuelta a Costa Rica

2011
- 1.º en 3.ª etapa de la Clásica Chorotega, Costa Rica
- 1.º en 1.ª etapa de la Vuelta a Costa Rica

2013
- 1.º en 4.ª etapa de la Vuelta a Guanacaste, Costa Rica
- 1.º en Clasificación General de la Vuelta a Guanacaste, Costa Rica
- 1.º en 3.ª etapa de la Copa Riteve, Costa Rica
- 1.º en Campeonato Nacional, Elite Costa Rica
- 1.º en 3.ª etapa de la Vuelta a Occidente, Costa Rica
- 1.º en 1.ª etapa de la Vuelta a Chiriquí, Panamá
- 1.º en 4.ª etapa de la Vuelta a Chiriquí, Panamá
- 1.º en 9.ª etapa de la Vuelta a Chiriquí, Panamá
- 1.º en Clasificación General de la Vuelta a Chiriquí, Panamá

2014
- 1.º en 1.ª etapa de la Vuelta a Guanacaste, Costa Rica
- 1.º en 2.ª etapa de la Vuelta a Nicaragua
- 1.º en 3.ª etapa de la Vuelta a Nicaragua
- 1.º en Clasificación General de la Vuelta a Nicaragua
- 1.º en 2.ª etapa de la Vuelta a Occidente, Costa Rica
- 1.º en 9.ª etapa de la Vuelta a Occidente, Costa Rica

2015
- 1.º en 2.ª etapa de la Vuelta a Guanacaste, Costa Rica
- 1.º en 3.ª etapa de la Vuelta a Guanacaste, Costa Rica